# 続 タイムスリップ! 恐竜時代 古代の海へ
『続 タイムスリップ! 恐竜時代 古代の海へ』（原題：Sea Monsters）は、インポッシブル・ピクチャーズが製作し、BBCナチュラルヒストリーユニットとディスカバリーチャンネルとプロジーベンが共同でプロデュースした、2003年の三部作自然ドキュメンタリー番組。『タイムスリップ! 恐竜時代』に続く『ウォーキングwithダイナソー〜驚異の恐竜王国』のテレビスペシャル版であり、時空を旅する動物研究者としてイギリスの野生動物プレゼンターのナイジェル・マーヴェンが「歴史上最も危険」とされる異なる7つの先史時代の海へ旅し、そこに生息する生物と遭遇して彼らを紹介する。
これまでの『ウォーキングwith』シリーズと同様に、本作でもCGIとアニマトロニクスを組み合わせて過去の生物が再現されており、様々な場所での実写映像に落とし込まれている。本作の視覚効果は英国アカデミー賞テレビ部門を受賞し、またナイジェル・マーヴェンは王立テレビ協会賞のプログラム・アワードにノミネートされた。マーヴェンのエネルギッシュで熱狂的なプレゼンスタイルは批評家から称賛を受けた一方、本作に野生動物プレゼンターは不要だったと考える批評家もいた。
日本では2004年8月にNHK教育『地球ドラマチック』内で初放送され、DVDも発売されている。ナレーションは英語版ではヘレン・レイナー、NHK放送版では渡辺徹。

## 登場人物
ナイジェル・マーヴェン
演：ナイジェル・マーヴェン / 声：渡辺徹
先史時代の生物を求めて様々な時代を飛び回る、動物学者で探検家。今回は恐竜よりも恐ろしい獰猛な海の生物と出会うため、危険な七つの海に向かう。
その他の乗組員
ナイジェルと共に危険な七つの海を冒険する仲間たち。

## 内容
全3回でオルドビス紀、三畳紀、デボン紀、始新世（古第三紀）、鮮新世（新第三紀）、後期ジュラ紀、後期白亜紀の海と生物を紹介する。これらのうちデボン紀と鮮新世でクリフハンガーが入り各回に分割されている。
- 第7位 オルドビス紀の海

酸素濃度が低く陸上生活は不可能なオルドビス紀だが、海は生き物が数多く生息した。早速ナイジェルは魚でウミサソリを捕まえるが、ナイジェルはそのウミサソリに足を切られてしまう。地球の自転が速いため1日が短く、続きの調査は翌日に持ち越す。カメラを仕込んだ三葉虫を使ってオルソセラスの撮影に臨むが、三葉虫そのものをもぎ取られ奪われてしまう。ナイジェルは自ら海に潜り、ウミサソリの大群やオルソセラスと出会う。オルソセラスとの海中遊泳から帰ってきたナイジェルは、浜辺でウミサソリが集って産卵しているのを目撃する。ボートがウミサソリに占拠されオルドビス紀の海はバカンスに向いていないと語るが、危険な海は後6つ残っている。
- 第6位 後期三畳紀の海

オルドビス紀と現代の中間に位置する三畳紀では、陸の恐竜や空の翼竜といった爬虫類が反映していた。ナイジェルはこの時代の海生爬虫類を見に海へ潜る。ナイジェルは息継ぎをしているノトサウルスを発見し、万一のために通電性のモリを片手にノトサウルスと戯れに行く。ノトサウルスの後に遭遇したタニストロフェウスを捕まえて遊んでいたところ、背後から現れたキンボスポンディルスがその自切された尾を捕食する。モリで対抗し、なんとかナイジェルはキンボスポンディルスを追い払った。
- 第5位 デボン紀の海

時代は遡り、魚類の時代と謳われたデボン紀へナイジェル達は足を運ぶ。早々に甲冑魚を1匹釣り上げて餌にし、この餌を使って当時最強の甲冑魚をおびき寄せようと計画する。今回は相手が危険なので球形の檻を用意し、中に入ってダンクルオステウスの到着を待つ。奇妙なサメと出会ってテンションの上がる中、ついにダンクルオステウスがやって来る。金属製の檻が変形するほどの猛攻を受けながらも、何とか餌の魚を安全にダンクルオステウスに食べさせることに成功する。共食いや吐瀉など、現代とは全く違う魚類の習性を垣間見ることができた。
- 第4位 古第三紀始新世の海

恐竜絶滅から数千万年後の世界は、哺乳類の時代となっていた。当時のエジプトを訪れたナイジェルは陸上でサイのような姿をした哺乳類のアルシノイテリウムと出会い、追い掛け回される。浅瀬ではアルシノイテリウムやドルドンといった哺乳類たちが優雅に泳ぎまわっていた。しかしテチス海の沖合では現代と全く姿の異なるクジラが猛威を振るっているのだった。ソナーでクジラの鳴き声を流してみると、凶暴なクジラのバシロサウルスが姿を現した。間近でその姿を見ていると、バシロサウルスはスピーカーをもぎ取って弄び、泳ぎ去って行った。
- 第3位 新第三紀鮮新世の海

人類が誕生する400万年前。現代のホオジロザメは驚異的な捕食者だが、当時にはさらに巨大なメガロドンが生息していた。このメガロドンを観察するため、メガロドンの幼体が好んで捕食するオドベノケトプスを捜索する。幼体のメガロドンと遭遇したナイジェルはオドベノケトプスの模型を製作して泳がせ、メガロドンの狩りの手法を撮影するのに成功した。いよいよ成体を相手にするため、魚の血肉や脂を混ぜ込んで巨大な餌を作り上げる。餌で成体をおびき寄せてカメラを背中に取り付け、メガロドンがクジラを襲う様子を撮影したビデオを手に入れた。
- 第2位 ジュラ紀の海

恐竜が大型化した時代、海中では巨大魚リードシクティスが遊泳していた。リードシクティスは群れで行動するが、遥かに体の小さいヒボドゥスやメトリオリンクスが弱って群れから遅れたリードシクティスの個体を捕食していく。一方で、ナイジェルの求める大物は夜行性の生物だった。リオプレウロドンは鋭い嗅覚を持つため、ナイジェルは臭いを放つスーツに身を包んでジュラ紀の夜の海へ潜る。ナイジェルが海で見たものは、リードシクティスの巨体を貪るリオプレウロドンの姿だった。間一髪でリオプレウロドンの攻撃を回避してこの時代を去るが、さらに危険な海がもう1つだけ残っている。
- 第1位 白亜紀の海

史上最も危険な海は白亜紀にあった。最初に浜辺で遭遇した2メートルに及ぶ海鳥ヘスペロルニスは、貪欲なシファクティヌスにあっさりと飲み込まれた。危険ゆえに今回は海に潜らないと決めたナイジェルは、遠隔カメラを使ってエラスモサウルスの群れを観察する。しかし、カメラに映ったアーケロンを見て我慢が出来なくなり、ナイジェルはアーケロンと海中遊泳に出る。アーケロンとの遊泳から戻ってくる途中、ナイジェル達はモササウルスの家族連れから攻撃を受け散り散りになる。命からがら戻ってきたナイジェル達だったが、その翌日の明け方には、モササウルスの大群が船を取り囲んでいるのだった。

## 登場する野生動物
太字の生き物は危険性が高い生物として紹介されている。
| - 冒頭 ヴェロキラプトル ギガノトサウルス タルボサウルス ティラノサウルス - オルドビス紀 ウミサソリ（メガログラプトゥス） 巨大オルソセラス（カメロケラス） アストラスピス 三葉虫 - 三畳紀 キンボスポンディルス ノトサウルス タニストロフェウス 初期の恐竜 初期の翼竜 - デボン紀 ダンクルオステウス ボトリオレピス ステタカントゥス | - 始新世 バシロサウルス アルシノイテリウム ドルドン - 鮮新世 メガロドン オドベノケトプス ケトテリウム - ジュラ紀 リオプレウロドン リードシクティス メトリオリンクス ヒボドゥス - 白亜紀 サメ シファクティヌス モササウルス ヘスペロルニス エラスモサウルス アーケロン プテラノドン ティラノサウルス |

## 装備
酸素ボンベ
オルドビス紀で使用。オルドビス紀は植物が地上に進出していないので空気中に酸素がほとんどなく、海中用だけではなく陸上用の酸素ボンベも必要である。
保護スーツ
オルドビス紀で使用。本来はサメから身を守るための保護スーツだが、オルドビス紀ではウミサソリからの保護に使用した。
モリ
三畳紀で使用。通電性で、電気ショックを与えることで相手を退却させる。
檻
ナイジェルとカメラマンの入る球形で金属製の檻。
デボン紀で制作されて初投入されたが、ダンクルオステウスの攻撃を受けて変形した。メガロドンへカメラを設置する際には修復されていたか、もしくは別の檻を用意していた。
スピーカー
古第三紀にて、クジラの声を流してバシロサウルスを呼び出すために使用。苛立ったバシロサウルスにもぎ取られていった。
装着型カメラ
新第三紀で使用。動物の肉体に装着するカメラで、装着から3日経つと自然と外れて海面に浮き上がる。メガロドンの成体に対して使用した。
臭いを発するスーツ
ジュラ紀で使用。リオプレウロドンの鋭い嗅覚を逆に利用したスーツで、防衛のために用いる。悪臭のする薬品を仕込んでおき、危険が迫った際にはバルブを開いて薬品を相手に浴びせる。
遠隔操作カメラ
白亜紀で使用。エラスモサウルスの群れを様子やモササウルスにナイジェルが襲われたシーンを映していた。
レーダー
船に接近した生物を探知する。ラストで大量のモササウルスがレーダーに表されたところで物語は幕を閉じる。

## 製作
『続 タイムスリップ! 恐竜時代 古代の海へ』は『ウォーキングwithダイナソー』（1999年）や『ウォーキングwithビースト』（2001年）と同じくインポッシブル・ピクチャーズが製作した。劇中の生物や自然環境の再現には以前のシリーズと同じ技術が用いられており、CGIとアニマトロニクスが生物に使用され、背景は実際の自然環境の中で撮影された。撮影期間は7か月以上を超えた。ロケ地にはニュージーランドの海やエジプトの紅海の海岸が採用された。
『タイムスリップ! 恐竜時代』に続き、ナイジェル・マーヴェンは同作のプロデューサーであるジャスパー・ジェームズからアプローチされた。マーヴェンはサメに関して情熱を持ち、かつ現生種で最大のサメと共に泳いだ経験が既にあった。このことからジェームズは、マーヴェン自身が地球史上の危険な海に潜って全ての時代の最大のサメを含め他の様々な先史時代の海洋生物と泳ぐ、タイムトラベル番組を思いついた。マーヴェンはこのプロジェクトに熱意を示し、関連書籍において「喉から手が出るようだ」と形容している。
また過去のシリーズと同様に、本作の特殊効果は Crawley Creatures、視覚効果はフレームストアが担当した。フレームストアはシリーズに登場する19種類の生物を製作するのに1年以上を費やした。過去シリーズに携わった経験からフレームストアの製作陣は使用するテクニックを既に習得しており、結果として製作過程を効率化し、それぞれの生物の製作により多くの時間を費やせるようになった。過去シリーズではCGIを使った生物のレンダリング時間は通常一晩程度であったが、本作でメガロドンがサメ用ケージ (en) の横を通過する際の1ショットには2週間を要した。
合計して、シリーズ製作には1年半を要した。製作費はBBCニュースによると300万ポンド、デア・シュピーゲルによると800万ユーロ（約530万ポンド）であった。2003年7月末にBBCは洗練されたCGIを使った先史時代の海棲動物が登場する『ウォーキングwithダイナソー』の水中版として本作を告知した。
ジェームズによると、本作に登場する生物は可能な限り多くの情報源に基づいて復元されており、製作陣は古生物学者や動物学者とコンタクトを取って可能な限り正確な動物を再現した。例としてオルドビス紀でマーヴェンが遭遇したウミサソリはブリストル大学の古生物学者サイモン・ブラッディの見解に基づいて製作された。ブラッディによると、ウミサソリの最初のモデルは彼曰く「断じて非常に良いものではなかった」が、彼の指示に従った改良版は「丁度良い」ものであったという。ウミサソリが砂浜に集まっている描写については、脱皮と交尾のため浜辺にウミサソリが集まっていたとする現在の仮説に合致すると主張した。

## 放送
イギリスではBBC Oneにて2003年11月9日から3週連続で放送された。日本ではNHK教育『地球ドラマチック』枠にて2004年8月5日から3週連続で放送され、2005年1月2日には75分スペシャルとして3話を一括に纏めて再放送された。

## 評価

### レビュー
The Spectator (en) のサイモン・ホガートは本作を称賛し、「素晴らしい」と形容した。ホガートは特にプレゼンターとしてのマーヴェンの仕事を称え、「より怖ろしいコンピューターシミュレーションを見つけに陽気に船外へ漏れ出すジェイミー・オリヴァーの少年らしい熱意がある」と評価し、「彼自身がコンピューターシミュレーションなのかもしれない」と主張した。彼が唯一感じた欠点はナレーションであった。
タイムズ紙のポール・ホガートは否定的にレビューした。 彼は過去の『ウォーキングwith』シリーズのボイスオーバーに疑念を抱きながらも「素晴らしい」「ひどく楽しめる」と評価したが、本作については生物を怖れるナイジェル・マーヴェンに焦点が当たりすぎていて、かつ生物の出番が短すぎると主張した。また彼はシリーズにプレゼンターを導入したことにも否定的であり、『ケイブマン 遥かなる人類の旅』（2003年）と共に批判した。

### 受賞
2004年に本作は英国アカデミー賞テレビ部門で視覚効果賞を受賞し、また視覚効果協会賞のテレビ部門にもノミネートされた。ナイジェル・マーヴェンは前作『タイムスリップ! 恐竜時代』と本作で王立テレビ協会のプレゼンター (factual) 部門にノミネートされた。

### プレゼンターの存在

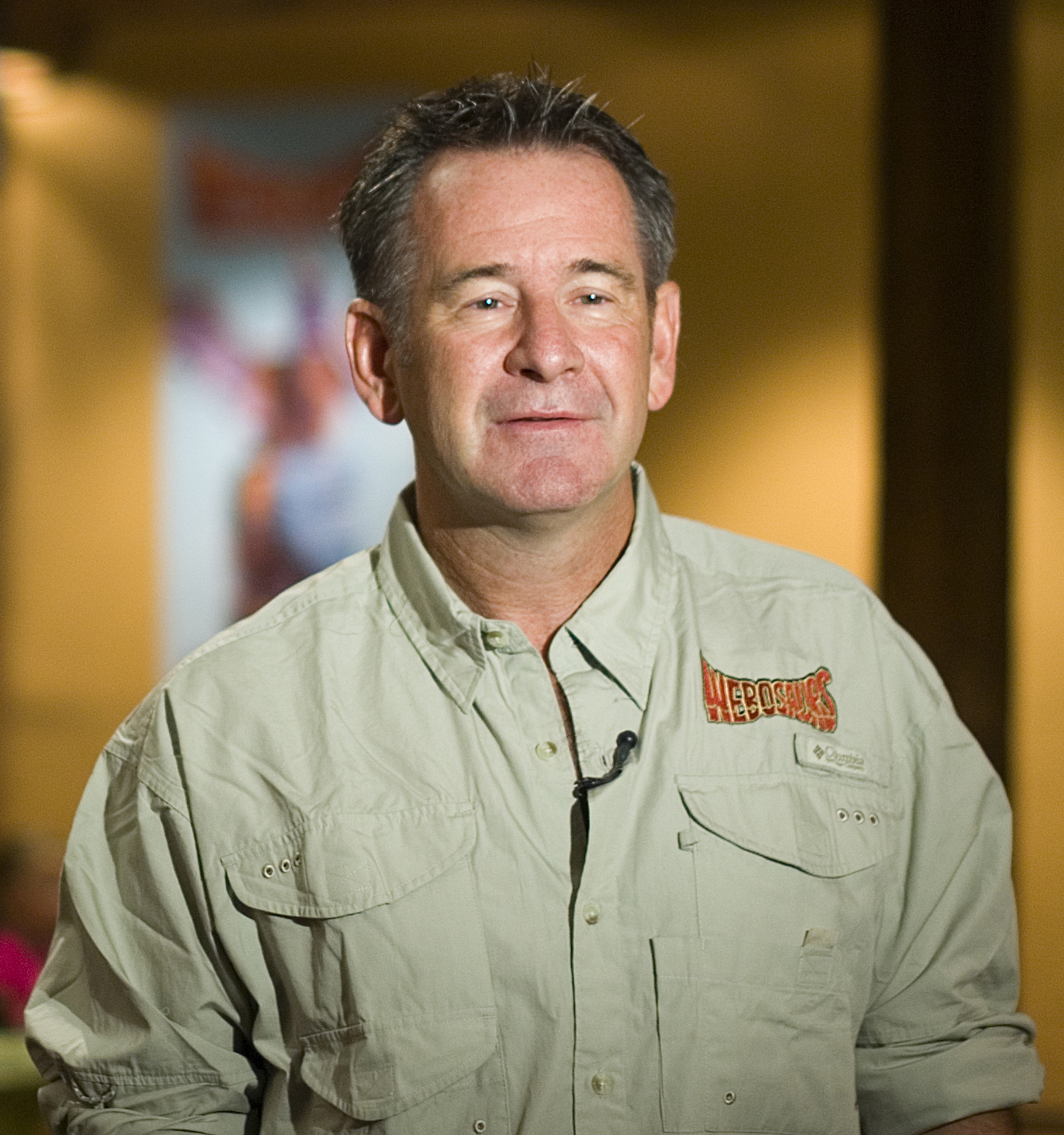
ナイジェル・マーヴェン

進化動物学者のリチャード・ドーキンスはナレーションだけでなくプレゼンターを導入したことを批判し、ナイジェル・マーヴェンの番組を無価値だと主張した。さらに彼は「動物自体の光景を楽しめないほど民衆を馬鹿だと考えているかのようだ」「視聴者は個人的な逸話という砂糖で錠剤をコーティングしなければ科学に対応できないと、彼らに尋ねもせずにテレビ関係者が決めつけるのは、少なくとも恩着せがましいし見下しているのではないか」と論じた。一方、製作陣の一人であるジャスパー・ジェームズは本作が視聴者を見下しているとは考えておらず、「何かを学びながら番組のドラマを楽しむことができるなら素晴らしいことだ」と述べている。
研究者のヴィンセント・キャンベルは2008年、『ウォーキングwithダイナソー』でティラノサウルスが吠えた際にカメラに唾液が掛かったような、動物がカメラに影響するような演出の発展型が本作と『タイムスリップ! 恐竜時代』におけるプレゼンターの登場であると解釈した。彼は先史時代の動物をテーマとしたプレゼンター主導の番組が登場したのは、先史時代の動物を「映画の怪物」として描写しながらもそれを自然ドキュメンタリーの文脈に取り込んだものであると主張した。また自然ドキュメンタリーに野生動物プレゼンターが登場することのメリットは本作以外にも波及する広いトピックであるともコメントした。ナイジェル・マーヴェンやスティーブ・アーウィンといったプレゼンターが行う、動物を素手で触れるようなオーソドックスでないエネルギッシュなプレゼンスタイルは、現在の野生動物のドキュメンタリーにおいても議論を呼んでいる点である。2016年にキャンベルは自身の評価に手を加え、以前のシリーズでカメラが動物に影響を受けていた描写はシリーズにリアリティをもたらしたと主張し、マーヴェンが動物と触れ合うシーンはアーウィン型のプレゼンター主導の自然史映像に合うように構成されていると述べた。
過去のシリーズと同様に、本作がドラマやエンターテイメントのために科学的正確さを犠牲にしていると懸念する科学者もいた。劇中に登場する様々な生物の行動は推測・推論であるが、劇中でそれが事実か否かは明言されていない。ドーキンスはナイジェル・マーヴェンの過去の番組では事実と推測の区別が視聴者に示されていないと指摘した。なおそれに対し、劇中の説明は全て根拠のあるものであるとジェームズは主張した。

## 影響
古生物学者は本作がキャリアにインスピレーションを与えるものであると見なしている。ジャック・A・クーパーはメガロドンの体サイズを調査して2020年に論文を発表し、古生物学のキャリアを追求し太古のサメを研究するきっかけとして本作をにおけるメガロドンの登場を挙げた。クーパーは番組放送当時6歳であり、怖がりかつ内容に魅了された一人であった。論文の発表後、ナイジェル・マーヴェンは彼にTwitter上で賛辞の言葉を送った。

## 他媒体

### 書籍
ジャスパー・ジェームズとナイジェル・マーヴェンは本作の関連書籍として Sea Monsters: Prehistoric Predators of the Deep を共同執筆した。同書はビッグバンの説明で始まり、それからオルドビス紀から鮮新世までの「史上最も危険な七つの海」を取り上げている。それぞれの章では登場生物がレンダリングされており、サイドバーで名前の発音方法や分類・大きさ・食性の解説がなされている。
The Science Teacherでのレビューで LaRue Sellers は同書を称賛し、TV版に基づいているにも拘わらず「各地質時代の海の捕食動物についての傑出した情報源として成立している」と綴った。Sellersは本書を高校教師に強く勧め、「生徒も情報源として同書を活用し、素晴らしいイラストに間違いなく魅了されることだろう」としてレビューを締め括った。Publishers Weekly (Publishers Weekly) のレビューでは、同書は「もし幾分精巧でないとしても魅力的だ」とされ、大きさや歯といった古生物の「テレビ映えする」側面に焦点が多く当てられていると評価された。また生物史の変遷について詳細に綴られていることも指摘され、「センセーショナルで派手なグラフィックとしっかりとした科学的説明が組み合わさっていて、世に出始めた古生物学者を刺激するのに十分だと判断できる」と評価された。

### 展示
本作に基づいた企画展 Sea Monsters Exhibition が2011年7月23日から9月11日までドーセットのボーンマス・インターナショナル・センターで開催された。同展ではダイオウイカやホホジロザメおよびウバザメといった現生の大型海洋動物のほか、リオプレウロドンやリードシクティスといった先史時代の海洋動物が展示された。展示された化石動物は本作に登場したものだけでなく、カンブリア紀の捕食動物アノマロカリスなど新たな動物も加えられた。現生および先史時代の生物は本作のレンダリングや写真が飾られただけでなく、Avalanche Studios が製作した実物大模型も展示され、来館者がその大きさを実感できる仕様になっていた。また同展には、来館した子どもたちが化石を掘ることのできる砂場、動物に思い思いの色を塗ることのできるペイントエリア、そして来館者が古生物の隣に立つことのできるグリーンスクリーンのコーナーもあった。